# Natroboltwoodita
La natroboltwoodita és un mineral de la classe dels silicats. El nom reflecteix el contingut de sodi i la similitud amb la boltwoodita.

## Característiques
La natroboltwoodita és un silicat de fórmula química Na(UO₂)(SiO₃OH)·H₂O, que pertany al grup de la uranofana.
Segons la classificació de Nickel-Strunz, la natroboltwoodita pertany a «09.AK: Estructures de nesosilicats (tetraedres aïllats), uranil nesosilicats i polisilicats» juntament amb els següents minerals: soddyita, cuproklodowskita, oursinita, sklodowskita, boltwoodita, kasolita, uranofana-β, uranofana, swamboïta, haiweeïta, metahaiweeïta, ranquilita, weeksita, coutinhoïta, ursilita, magnioursilita, calcioursilita i uranosilita.

## Formació i jaciments
Va ser descoberta al dipòsit de molibdè i urani de Kyzylsai, als monts Chu-Ili, a la província d'Almati, al Kazakhstan. També ha estat descrita al massís de Lovozero, a l'óblast de Múrmansk, a Rússia, i prodria haver-se trobat també al comtat de Juab, a l'estat nord-americà de Utah. No ha estat descrita en cal aptre indret del planeta.